# La barca (pintura)
La barca és una pintura a l'oli sobre tela de 38 x 65 cm realitzada pel pintor Antonio Graner Viñuelas l'any 1890. Es troba exposada al Museu d'Art de Girona.

## Descripció
Es tracta d'una pintura de paisatge a l'oli sobre tela on es representa un tram del riu Ter al seu pas per la ciutat de Girona, actual zona de Fontajau. El seu autor és Antonio Graner Viñuelas i està exposada a la sala 17 del Museu d'Art de Girona. La composició escollida per Graner representa el pas del riu Ter tenia el seu punt dolç a Fontajau, en el lloc antigament conegut com "la Barca", "la Barca Vella" o "la Barca de Sant Ponç". No hi havia cap pont que travessés el riu per aquell indret, i el paratge de "la Barca" (nom que dona el títol a aquest quadre) rebia aquest nom per l'embarcació que des de temps immemorial era l'únic mitjà per travessar el Ter, a impuls de les estrebades que es donaven a la sirga posada d'un marge a l'altre del riu. A l'altra riba hi havia un establiment on es podia menjar peix de riu, i també granotes i anguiles que es guardaven en vivers a l'aire lliure, sota la copa d'uns arbres corpulents. El lloc era fet a posta per a convits i berenades, i d'aquí li venia el nom de "merendero". El menjar i el vi eren bons, i a més bon preu que a la ciutat, perquè allà no es pagaven consums. L'operació de passar el riu amb barca afegia un grau d'emoció a l'aventura de l'excursió. L'any 1902 es va construir un pont que comunicava les dues ribes, i la barca va perdre la seva funció. Però aquest indret precís, aquest revolt del riu fixat pels pinzells de Graner, va suscitar encara durant molt de temps belles i expressives evocacions literàries.

## Evocacions literàries
Rafael Gay de Montellà recorda que, des del "merendero", s'albirava la grandiositat del platanar grisós, vellutat, reflectit en el riu calmós, que recordava, amb la negror de la barcassa aturada, la profunditat lírica d'una pintura de Corot.
Miquel de Palol hi anava de petit, un dia a la setmana, de la mà del seu avi, per visitar les tietes casades a dos masos del Pla de Sant Gregori, i li semblava que la travessia del Ter era el salt de la foscor a la llum, de la presó a la llibertat: Passada la Devesa, vora el Ter, esperàvem a la palanca la barca que travessava el riu, i que portava d'una riba a l'altra homes i bestiar, amb una calma i una parsimònia que semblava que el trajecte durés mitja hora. Jo m'inclinava a la borda per tocar amb els dits l'aigua del riu, mentre l'avi donava conversa al barquer que, estintolat en el gran pal que li feia de timó i de punt de resistència, anava empenyent amb la força dels peus la barcassa. Just en ser a l'altra riba ja tot havia canviat; quedaven enrere les cases de la ciutat, per entrar a espais de camps sense límits, amb un cel de cap a cap blau i lluminós, i amb un aire fi com una carícia, i amb una aroma de flors i d'herba i d'aigua que et feia obrir tots els sentits.
Prudenci Bertrana, en una narració titulada Retorn, reviu exactament l'experiència contrària: la de perdre sobtadament el camp obert per endinsar-se irremissiblement en l'estretor ciutadana: El dia fou plaent: un dia de camp. Passàvem el Ter sobre l'antiga barca la qual, guiada pel llivant, lliscava suau per la gorja verdosa i quieta. El riu es condormia: riberes i horitzons, arenes i muntanyes, tot anava esfumant-se a poc a poc emboirat del misteri capvespral. Tornavem assaciats de tot lo bo, sa i flairós que ens havia ofert l'altra ribera, la que ara anava allunyant-se amb pausada majestat. Suravem dins d'una quietud excelsa; jo sentia només el fregadís de les mans endurides del barquer que estirava el llivant mandrosament. A cada estrebadeta se'ns esvaïa quelcom que ens era necessari i ens feia ditxosos. Tornaven a nosaltres les quotidianes freturances d'aire pur, de netedat, de salut i de vida. De sobte un sotrac fosc i somort feu tintinejar les belles figuretes, a la barca s'aturà en sec. Haviem passat: érem a l'altra ribera. Una arbreda ombriua i paorosa ens amaga la ciutat. Arribava a nosaltres son remuig colossal i ses bafarades de bèstia immunda. Rojors d'incendi traspuaven per les clarianes del brancatge, i un fum negre i espès embrutava les morades transparències de l'espai on tremolava el primer estel. Damunt nostre tornà a planar aquella melangia de l'irreparable, aquell lleu pressentiment fatídic, auqella cosa subtil que fa estremir com una amenaça de l'ignot, com un avís misteriós del destí implacable. Per l'ambient hi surava una fetor de matèries descompostes.